# Cambodja
Cambodja (de vegades ortografiat Cambotja o, de forma més genuïna i coherent amb l'etimologia sànscrita, "Camboja", com en portuguès) és un regne del sud-est asiàtic, situat a la península d'Indo-xina. Limita amb Tailàndia al nord-oest, amb Laos al nord-est, amb el Vietnam a l'est i al sud, i amb el golf de Siam al sud-oest. La capital és Phnom Penh. La religió principal és el budisme.

## Etimologia

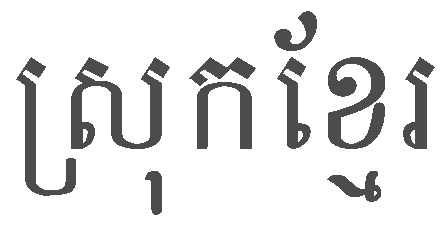
"Cambodja" en l'escriptura cambodjana

El nom "Cambodja" ve de l'antic Imperi khmer de Kämbuja o Kambujadesa. A la vegada, Kambuja ve del sànscrit, d'una tribu originària de l'Índia que va adoptar el nom del seu fundador, Kambu Svayambhuva. La influència de l'Índia va començar al segle i, gràcies a la posició estratègica marítima de Cambodja entre l'Índia i la Xina. La casta més influent va ser la dels bramans o sacerdots, els quals van incorporar usos i terminologia hinduista a la cultura originària. El nom de Cambodja en francès és Cambodge, que deriva de Kambuja.
Des de la seva independència, el 1953, el nom oficial del país ha canviat en diverses ocasions:
- Regne de Cambodja (Royaume du Cambodge en francès).
- República Khmer sota el mandat de Lon Nol entre 1970 i 1975.
- Kamputxea Democràtica, sota la dictadura de Pol Pot i els khmers rojos entre 1975 i 1979, etapa durant la qual es va dur a terme el genocidi cambodjà.
- República Popular de Kamputxea, sota un govern controlat per Vietnam entre el 1979 i el 1989.
- Estat de Cambodja (L'État du Cambodge, en francès, Roet Kampuchea, en khmer) entre 1989 i 1993.
- Regne de Cambodja, novament des de la restauració de la monarquia el 1993.

Kamputxea (pronunciació aproximada: kampuŷa) és el nom més estès entre els seus habitants de parla khmer. Entre altres noms utilitzats per a referir-se al seu país, hi ha Srok Khmae ('estat de Cambodja') i Prateh Khmer ('nació cambodjana').
En català se sol anomenar Cambodja, però també està acceptada la versió Cambotja, forma menys corrent.

## Història
El poble cambodjà va ser un dels primers del sud-est asiàtic a adquirir idees polítiques i institucions polítiques índies, així com a establir regnes centralitzats cobrint vasts territoris propers.
El primer regne conegut de l'àrea, Funan, va tenir la màxima esplendor entre els segles V i VI. Va ser succeït pel de Chenla, que va controlar grans àrees dels estats actuals de Cambodja, el Vietnam, Laos i Tailàndia.

### Imperi khmer

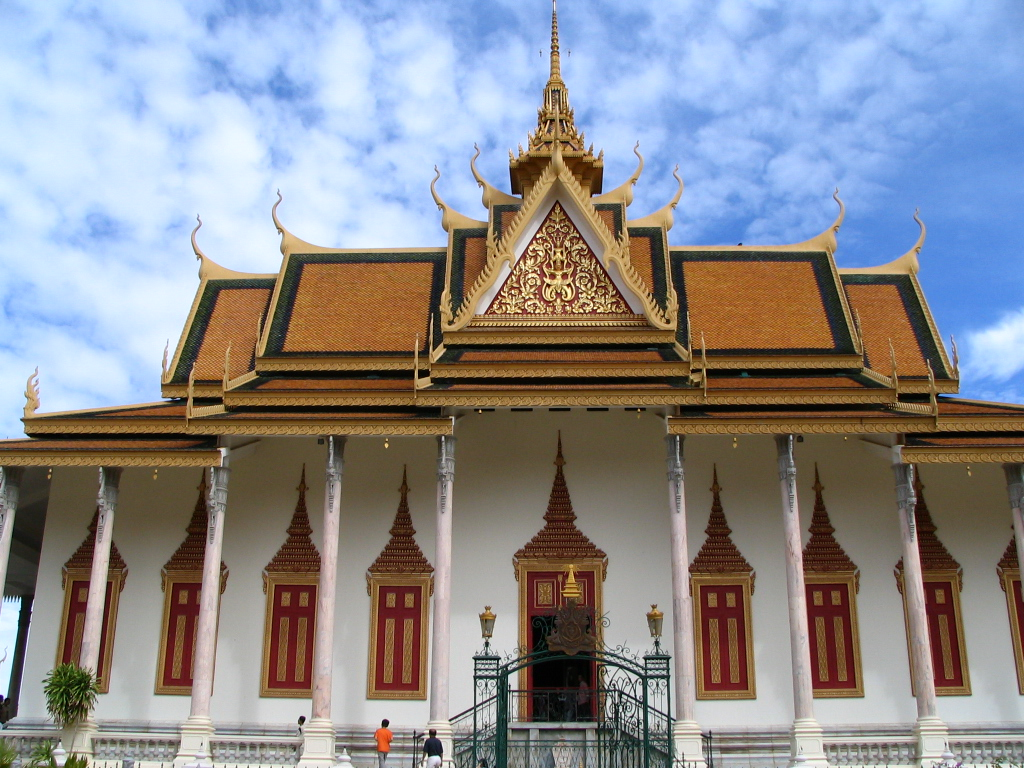
Palau Reial de Phnom Penh

L'edat daurada de la civilització khmer és el període comprès entre els segles ix i xiii. En aquella època, el Regne de Kambuya, que va atorgar el seu nom a Cambodja, va governar sobre extensos territoris des de la seva capital a la regió d'Angkor, a l'oest de Cambodja, a la vora del riu Mekong.
A començaments del segle xiii, Kambuya assolia la seva culminació política i cultural. Ultra l'actual Cambodja, el seu territori englobava la zona oriental de Tailàndia, al sud de Laos, i la part meridional del Vietnam fins a l'antic Regne de Txampa.
Alguns factors de la seva decadència foren l'agressivitat dels pobles veïns (especialment, els siamesos i els Txampa), les conteses interdinàstiques i el deteriorament gradual del complex sistema d'irrigació del qual depenia la producció d'arròs. La monarquia angkoriana va sobreviure fins al 1431, quan els tailandesos van capturar la ciutat i el rei cambodjà es va escapar cap al sud del país.

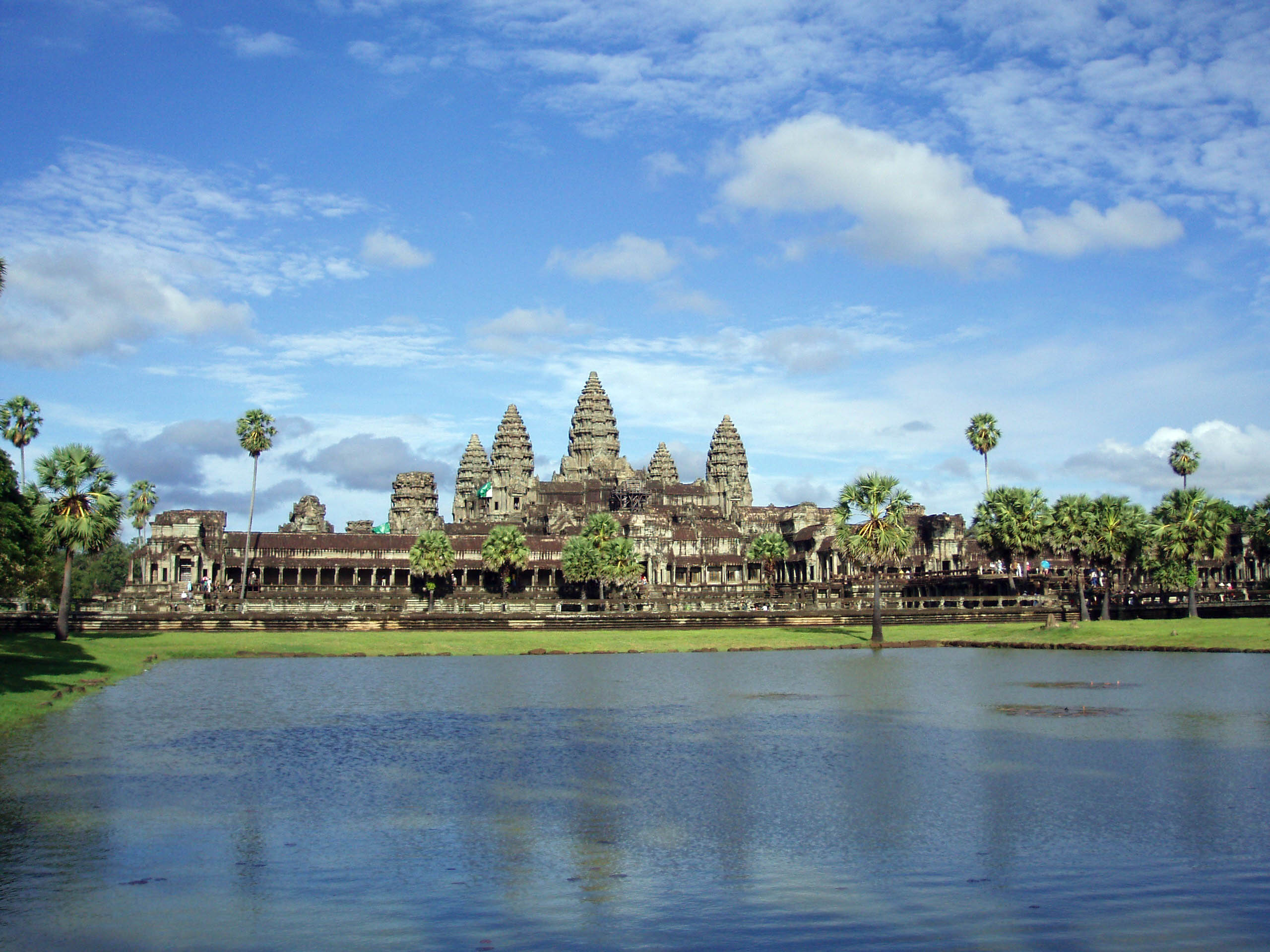
Temple d'Angkor Vat, a prop de la ciutat de Siem Riep

El període entre els segles xv i xix va ser de decadència contínua i pèrdues territorials. Cambodja, però, va gaudir d'un breu període de prosperitat durant el segle xvi gràcies al fet que els seus reis van manar construir les capitals a la regió sud-est del Tonlé Sap, la qual cosa va impulsar el comerç amb altres parts d'Àsia. Durant aquest període, el país va ser visitat per primera vegada per aventurers i missioners espanyols i portuguesos, com Blas Ruiz d'Hernán González.
La conquesta tailandesa el 1594 va marcar la caiguda del país, que va passar a dependre dels conflictes dels seus dos estats veïns creixents en poder, Siam i el Vietnam. L'establiment del Vietnam al delta de Mekong va conduir a l'annexió d'aquesta àrea a les seves possessions territorials cap a finals del segle xvii. En conseqüència, Cambodja va perdre un dels seus territoris més rics i la seva sortida al mar. Aquest tipus de pèrdues es van succeir durant la primera meitat del segle xix, ja que aquest estat veí pretenia absorbir per complet la terra cambodjana i integrar els seus habitants a la cultura vietnamita.

### Protectorat francès
Després de segles de decadència, Cambodja va ser convertida en protectorat francès el 1863 i, juntament amb Vietnam i Laos, va formar part de la Indoxina francesa. El 1867, a canvi del reconeixement de Siam del seu protectorat, França es va comprometre a no annexar el territori cambodjà a la Cotxinxina i va reconèixer la possessió tailandesa de les províncies de Battambang i d'Angkor.

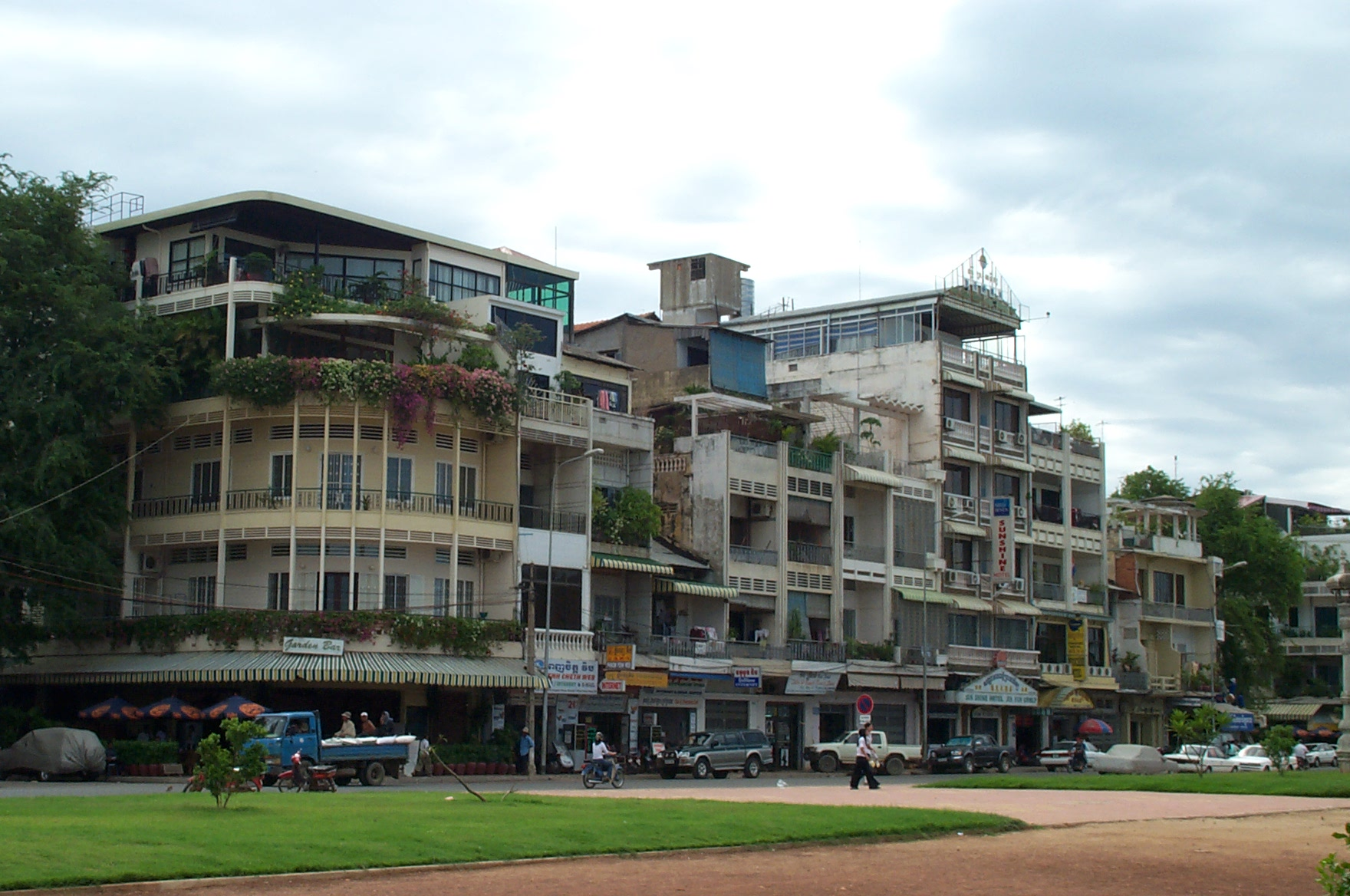
Edificis colonials francesos a Phnom Penh

Durant trenta anys, el govern colonial va permetre al rei Norodom dirigir els assumptes interiors del país, reservant els exteriors. Després de la seva mort, el 1904, amb l'ascensió al poder del seu germà Sisowath, els francesos van augmentar el seu poder sobre el tron. La restitució de les dues províncies occidentals que estaven en poder de Siam va fer que el poder colonial es consolidés encara més. L'amistat entre els dos països va continuar amb l'hereu Monivong.
Encara que els francesos van construir certa infraestructura a Cambodja, en particular vies de comunicació, aquest desenvolupament va estar encaminat a la integració d'Indoxina, i no a la millora de les condicions dels habitants. En efecte, els cambodjans estaven molt mal representats en les administracions centrals de Hanoi, la majoria dels professionals i tècnics que treballaven al país eren vietnamites. Per la seva banda, els xinesos controlaven el govern. El 1937, dels 631 estudiants inscrits a la Universitat Indoxina de Hanoi, només 3 eren cambodjans.

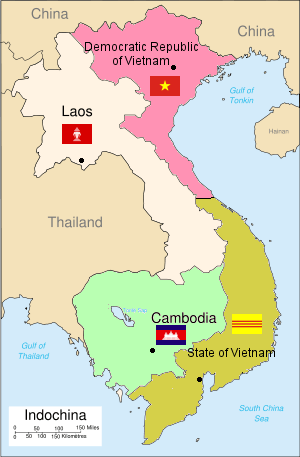
La participació de la Indoxina francesa en els nous estats de Laos, Cambodja, Vietnam del Nord i Vietnam del sud

Després de l'ocupació japonesa durant la Segona Guerra Mundial, el país va declarar la seva independència el 1953.

### Els khmers rojos
Kamputxea Democràtica va ser el nom oficial de Cambodja sota el govern comunista de Pol Pot i el seu partit dels khmers rojos entre 1975 i 1979.

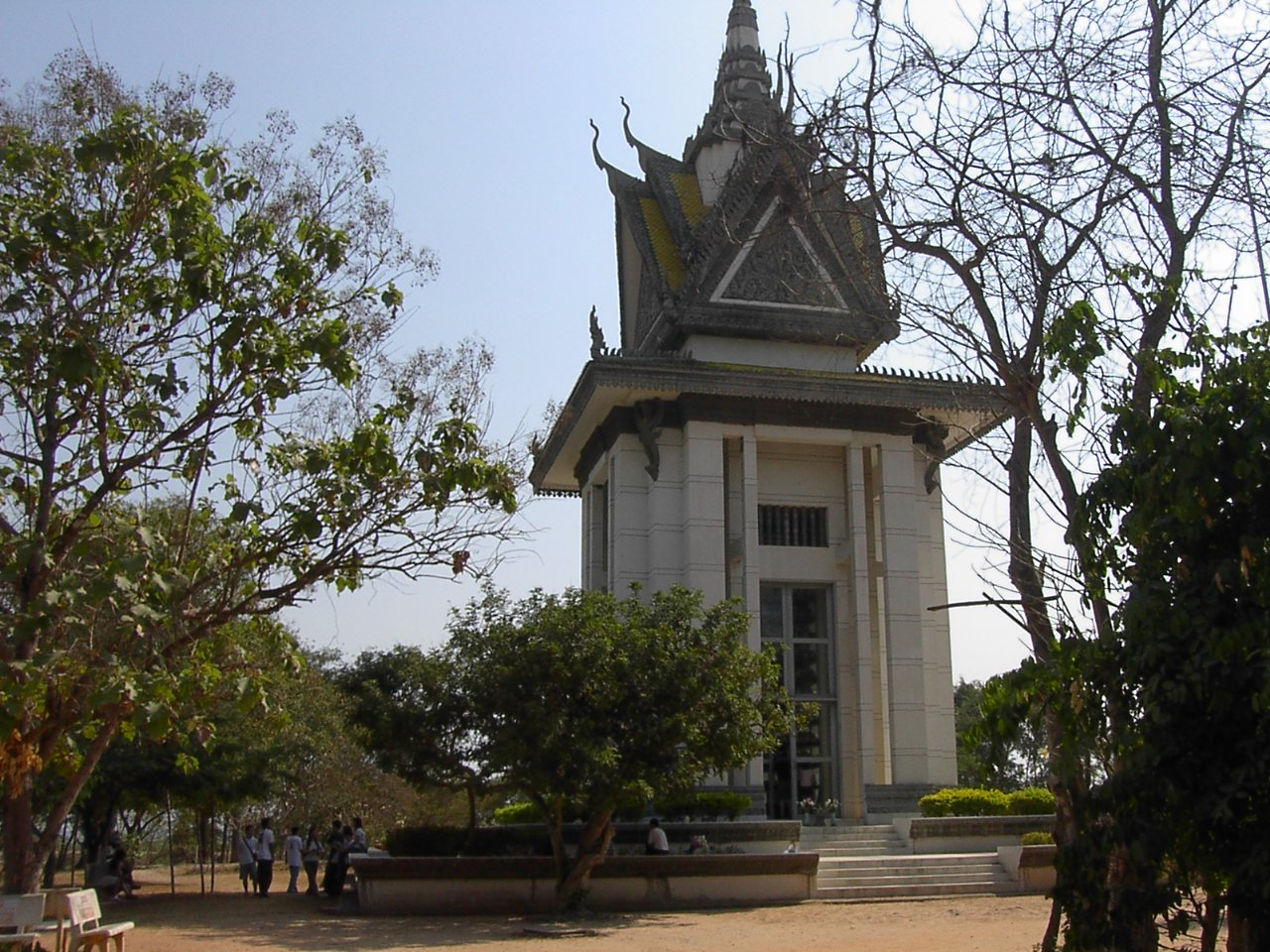
Stupa al camp d'exterminació dels khmers rojos del memorial Choeung Ek

Durant aquest període, prop de dos milions de cambodjans van morir a causa de les polítiques d'extermini del que Pol Pot va anomenar "l'enemic ocult", és a dir, tot allò que va considerar contrari al seu pla de construir una nova Cambodja comunista. Aquesta acció va generar un altre tipus de conseqüències com fams i epidèmies, que mai van ser ateses.
La seva repercussió més important, però, va ser l'1.700.000 víctimes que va deixar la repressió desencadenada dins del marc de la recerca de l'"enemic ocult". Es calcula que més d'un quart de la població va morir durant el que es coneix com el genocidi cambodjà.
El període va concloure amb la invasió vietnamita mitjançant una guerra que va durar 17 dies entre desembre de 1978 i gener de 1979 i l'establiment de la República Popular de Kampuchea, estat que va començar la reconstrucció del país.

### Cambodja moderna
El 1991, les parts en lluita, l'ONU i altres estats van arribar a un acord per acabar amb el conflicte. Consistia en el fet que prengués el poder temporalment un Consell Nacional Suprem format per autoritats de l'ONU i delegats de les diferents representacions del país. El príncep Norodom Sihanouk seria el president del mateix govern. El 1993, el partit monàrquic FUNCINPEC va guanyar les eleccions. El govern va ratificar una nova constitució, restituint la monarquia i establint el Regne de Cambodja, amb el príncep Sihanouk com a rei (era el seu segon període com a monarca). Després d'aquestes eleccions, cap país reconeixeria el govern a l'exili, que va perdre la seva representació a l'ONU i l'ajuda estrangera.

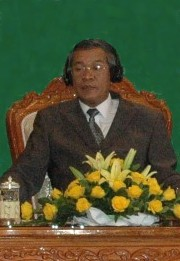
Hun Sen, primer ministre cambodjà

El juliol de 1997, Hun Sen va donar un cop d'estat contra el FUNCINPEC i va substituir el príncep Ranariddh. Es van tornar a celebrar eleccions el 1998 i el Partit Popular de Cambodja i el FUNCINPEC van arribar a un acord pel qual Hun Sen seria primer ministre i Ranariddh el president de l'Assemblea Nacional, i segons el qual es formaria un govern de coalició i es crearia un senat.
Pol Pot es va morir el 1998 i, en aquest mateix any, el rei Norodom Sihanouk va concedir una amnistia als principals caps khmers rojos que, malgrat tot, no va satisfer a tothom. A començaments de 1999, la majoria dels guerrillers dels khmers rojos van acceptar el procés de pau ofert i només un reducte va continuar a les províncies del nord-oest. Ta Mok, l'hereu polític de Pol Pot, va ser capturat i va acabar els seus anys a la presó (va morir el 2006). La pressió de moltes organitzacions de drets humans, tant a nivell nacional com internacional i de l'ONU, va conduir a un llarg procés de negociacions amb el govern d'Hun Sen per avançar un judici contra els dirigents de la Kamputxea Democràtica responsables de la desaparició d'un quart de la població nacional en el que ha estat qualificat de genocidi. El 2006, es va constituir el jurat i a principis de 2007 s'obrí el judici als khmers rojos.
El 2003, el rei Norodom Sihanouk va abdicar per segona vegada i el Consell Reial va triar com a successor el príncep Norodom Sihamoni, el seu fill, com a rei de Cambodja.

## Política
El sistema polític de Cambodja es basa, segons la constitució de 1993, en la monarquia i la democràcia representativa i parlamentària. El primer ministre és el cap de govern, amb un sistema de múltiples partits, mentre que el rei és el cap d'estat. El primer ministre de Cambodja és designat pel rei, amb l'anterior avís i l'aprovació de l'Assemblea Nacional; el primer ministre i el seu ministeri designat exerceixen el poder executiu en el govern. Del poder legislatiu, s'encarreguen el poder executiu, l'Assemblea Nacional de Cambodja i el senat.

## Geografia

Mapa de Cambodja

Cambodja té una àrea de prop de 181.040 km², compartint una frontera de 800 km amb Tailàndia al nord i a l'oest, una frontera de 541 km amb Laos al nord-est, i una frontera de 1.228 km amb Vietnam a l'est i al sud-est. Té 443 km de línia de costa al llarg del golf de Tailàndia.
La seva geografia està dominada pel riu Mekong (Tonlé Thom en llengua khmer, que significa 'riu Gran'), una font molt important de pesca; sobretot en època de pluges, quan les seves aigües flueixen en sentit contrari, els pescadors aprofiten la fantàstica situació per a pescar en grans quantitats amb el sistema dai, que consisteix en diverses xarxes d'arrossegament subjectades mitjançant vares a l'ample del riu. Aquest sistema aconsegueix capturar entre 5 i 10 t de peix per temporada.
Al centre de Cambodja està situat el llac Tonlé Sap, que significa 'llac d'aigua dolça', conegut per ser el major llac dolç en el sud-est asiàtic. Durant l'època de pluges, el llac actua com a reserva i com a mecanisme per regular el cabal del riu Mekong, ja que conté una gran diversitat de peixos (més de dues-centes espècies identificades), i existeix una forta activitat pesquera, tant en les seves ribes com en les desenes de cases i tendes flotants, poblades en la seva majoria per habitants d'origen vietnamita.

## Turisme
El Regne de Cambodja es troba al sud-est asiàtic. El país té un clima suau, que depèn del monsó, la temperatura mitjana anual és de 25 º C. L'època de pluges dura de setembre a mitjans d'octubre. Un viatge a Cambodja serà interessant per als amants de la natura paisatgística, de les platges exòtiques i dels temples antics.
La població local és principalment khmer. Es tracta d'una gent amable i feliç de conèixer turistes. A causa de les guerres civils, Cambodja s'ha convertit recentment en un país turístic, de manera que els habitants locals tenen una actitud positiva envers els estrangers. La capital de Cambodja és Phnom Penh. Aquí, els turistes poden visitar molts llocs històrics: monestir de Wat Phnom, pagoda de plata, palau real, temple de Bemmes Esmeralda, així com museus.
Els amants de les platges han de dirigir-se a Sihanoukville. Aquí podeu trobar una platja per a tots els gustos, des de platges tempestuoses amb cafeteries i souvenirs fins a sorres tranquil·les i desèrtiques. Els aficionats a les activitats a l'aire lliure no s'avorreixen a Cambodja. El complex ofereix aire extrem, terra i aigua. Podreu volar sobre un parapent, submergir-vos a les profunditats del mar amb un aqualung i sentir la velocitat a les pistes de moto. La cuina local combina productes familiars i exòtics. Els principals productes són el peix, la carn, l'arròs i les verdures. Al menú, podeu trobar moltes sopes. De productes exòtics, hi ha granotes, serps i aranyes.

## Cultura
Els estudis antropològics culturals conclogueren que la mentalitat dels natius de Cambodja és fatalista, donant els casos que al trobar-se malalts no cerquen ajuda mèdica perquè interpreten la malaltia dins la creença del karma com una cosa que acceptar passivament. Aquests estudis contrastaren amb un estudi sobre rehabilitació de xiquets amb paràlisi cerebral on pocs participants d'un total de 24 mostraren aquest sentit fatalista.